# Gowrie, Iowa
Gowrie là một thành phố thuộc quận Webster, tiểu bang Iowa, Hoa Kỳ. Năm 2010, dân số của thành phố này là 1037 người.

## Dân số
Dân số qua các năm:
- Năm 2000: 1038 người.
- Năm 2010: 1037 người.